# Ljubomir Nenadović
Ljubomir Nenadović (srbsky Љубомир Ненадовић; 14. září 1826, Brankovina u Valjeva – 21. ledna 1895, Valjevo) byl srbský básník, prozaik, překladatel a diplomat.

## Život
Pocházel ze slavné srbské rodiny, která se významně zasloužila o vznik novodobého srbského státu (jeho otec protopop Matija Nenadović patřil k vůdcům prvního i druhého srbského povstání proti Osmanské říší). V letech 1844–1848 průběžně studoval (ale zkoušky neskládal) na univerzitách v Praze, Berlíně, Ženevě, Heidelbergu a v Paříži, kde jeho studium definitivně přerušila únorová revoluce, které se zúčastnil na straně povstalců. Po návratu do Srbska působil jako profesor na bělehradském lyceu a pak jako státní úředník a diplomat (mimo jiné například v Cařihradu roku 1858). Pracoval na ministerstvu školství a roku 1860 byl dokonce krátce ministrem Srbského knížectví. Roku 1868 odešel na odpočinek a až do smrti žil ve Valjevu.
Od roku 1848 byl členem a roku 1860 předsedou Společnosti srbské slovesnosti (Друштво српске словесности), která se roku 1864 transformovala na Srbskou učenou společnost (Српско учено друштво). Byl jedním z prvních členů Srbské královské akademie (Краљевско-српска академије), vzniklé roku 1886.
Literárně debutoval roku 1849 jako básník, ale jeho reflexivně-moralistní básně, ovlivněné Dositejem Obradovičem, byly brzy zastíněny jeho další prozaickou tvorbou. Z jeho básnického díla vynikají především fiktivní bajky (jeho vlastní nebo parafráze starých), satiry a epigramy. Roku 1850 začal vydávat jeden z prvních srbských časopisů, humoristicko-satrirický magazín Šumadinka (Шумадинка). Do srbštiny přeložil Dějiny francouzské revoluce od Françoise Migneta. Těžištěm jeho tvorby jsou umělecké cestopisy, které psal vybroušeným jazykem, a vydával je ve formě dopisů. Náměty pro ně hledal na svých studijních a dalších cestách po Evropě, a vkládal do nich poetické líčení krajiny, historické exkurzy a aktuální a zasvěcené kulturní i hospodářské komentáře. Objevovaly se v nich ale také novoromantické pocity osamocenosti, prázdnoty a bezcílnosti moderního života, čímž se přiblížil k dekadentním tendencím, vznikajícím v literatuře na přelomu 19. a 20. století.

## Výběrová bibliografie

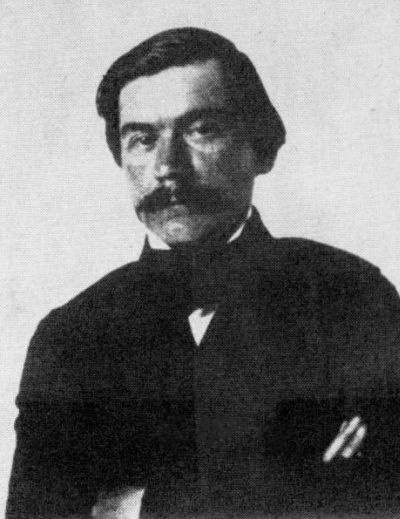
Ljubomir Nenadović kolem toku 1851

- Песме (1849, Básně), sbírka básní.
- Словенска вила (1849, Slovanská víla), zpěv, ve kterém slovanská víla v Karpatech pláče a truchlí nad osudem Polska a dalších slovanských národů.
- Писма из Грајсфалда (1850, Dopisy z Greiswaldu), kniha je též nazývána Прва писма из Немачке (První dopisy z Německa) a byla napsána ještě za autorova studia v Německu.
- Србска историја за основне србске школе (1850, Srbské dějiny pro základní srbské školy), učebnice.
- Писма из Швајцарске (1852, Dopisy ze Švýcarska).
- Прилози за српску историју (1858 a 1861, Příspěvky k srbským dějinám), dva díly.
- Дојчиновић Војин (1861, Dojčinović Vojin), veršovaný příběh.
- Писма из Италије, (1868, Dopisy z Itálie), kniha obsahuje mimo jiné autorovy dojmy ze svého italského setkání s černohorským vladykou Petrem Petrovičem Njegošem.
- Писма из Немачке (1874, Dopisy z Německa), kniha je též nazývána Друга писма из Немачке (Druhé dopisy z Německa), v této knize se nejvíce projevují autorovy dekadentní tendence.
- Писма о Црногорцима (1889, Dopisy o Černohorcích), zápisky z autorova pobytu v Černé Hoře, kam byl pozván knížetem Danilem Petrivčem Njegošem.

## České překlady
Autorova báseň Roku 1848 v překladu Jaroslava Závady je obsažena v antologii Jaro národů ve slovanských literaturách (Praha: ELK 1948) a jeho Dopis z Cetyně (tj. z černohorské Cetinje) ve sborníku Co se stalo na Kosovu rovném (Praha: Odeon 1990) v překladu Dušana Karpatsjého.